# Виноградар (станція метро)
50°30′03.6″ пн. ш. 30°25′15.7″ сх. д. / 50.501000° пн. ш. 30.421028° сх. д.
«Виногра́дар» — проєктована станція Сирецько-Печерської лінії Київського метрополітену. Згідно з планами, має бути розташована на території так званого Нового Виноградаря між станціями «Мостицька» та «Маршала Гречка», поблизу перехрестя вулиць Олександра Олеся та Родини Крістерів. Назва станції — від житлового масиву Виноградар.
13 жовтня 2017 року між Київським метрополітеном та «Київметропроектом» була укладена угода на розробку ТЕО (техніко-економічного обґрунтування) і проєктування метро у напрямку Виноградара.
У жовтні 2017 року також було опубліковано проєктні рендери станції.
Наприкінці 2018 року ПАТ «Київметробуд» виграло тендер на будівництво дільниці Сирецько-Печерської лінії метрополітену від станції «Сирець» на житловий масив Виноградар з електродепо у Подільському районі (дільниця від станції «Сирець» до станції «Варшавська» з двома станціями («Мостицька» та «Варшавська») та дільницею вилочного відгалуження в бік станції «Виноградар» (І черга будівництва) на суму 5,98 млрд гривень.

## Оздоблення
Станція буде освітлюватиме ліхтарями у вигляді грона винограду, через назву станції. Станція буде витримана у стилі мінімалізму. Посеред платформи стоятимуть лави. На стінах буде намальована Сирецько-Печерська лінія.